# 1444 az irodalomban
Az 1444. év az irodalomban.

## Halálozások
- március 9. – Leonardo Bruni itáliai humanista, történetíró. Őt nevezték az első modern történetírónak (* 1370 k.)